# Tombe romaine de Dubočaj
La tombe romaine de Dubočaj (en serbe cyrillique : Римска гробница на локалитету Дубочај ; en serbe latin : Rimska grobnica na lokalitetu Dubočaj) est située sur le site archéologique de Dubočaj, en Serbie, dans la municipalité de Grocka et sur le territoire de la ville de Belgrade. Remontant à la période romaine, elle est inscrite sur la liste des monuments culturels protégés de la république de Serbie et sur la liste des biens culturels de la ville de Belgrade.

## Présentation
La tombe a été découverte lors des fouilles systématiques du site de Dubočaj effectuées par le musée de la ville de Belgrade en 1964.
La tombe dispose d'un couloir d'accès, d'une antichambre et d'une chambre funéraire dotée de trois bancs. Les murs sont préservés sur une hauteur de 1 mètre et conservent les traces de fresques. Par le style, elle est apparentée à la tombe retrouvée sur le site de Brestovik et appartenait sans doute à un vétéran romain de Singidunum (Belgrade). Elle contribue à la connaissance des échanges culturels et économiques dans ce secteur à l'époque romaine.